# Aleksandar Rakodczay
Aleksandar Rakodczay, także Sándor Rakodczay (ur. 25 września 1848 w Preszburgu, zm. 10 kwietnia 1924 w Trenkovie) – chorwacko-węgierski polityk i prawnik, ban Chorwacji w latach 1903–1907.

## Życiorys
Z pochodzenia był Węgrem. Jego rodzina posiadała posiadłości ziemskie w Hrvatskim zagorju. Na Węgrzech odbył studia prawnicze. Następnie odbył praktykę ministerialną. Od 1874 roku był sędzią w Somborze, Bai i Velikiej Kikindzie.
Z inicjatywy bana Chorwacji Károlya Khuen-Héderváry'ego w 1885 roku został naczelnym prokuratorem państwowym. Na przełomie XIX i XX wieku sprawował funkcję prezesa sądu (Banski stol). W 1907 roku zastąpił Teodora Pejačevicia na stanowisku bana Chorwacji. Funkcję tę pełnił do 1908 roku. Następnie do 1912 roku ponownie był prezesem Sądu Najwyższego.